# グリコールアルデヒド
グリコールアルデヒド（Glycolaldehyde）は、存在できるものの中ではアルデヒド基とヒドロキシル基の両方を持つ最もシンプルな分子である。ジオース（二炭糖）は正確には糖類ではないが、グリコールアルデヒドは唯一可能なジオースである。

## 生成と存在
ホルモース反応の中間生成物である。
グリコールアルデヒドはアミノ酸のグリシンを含む多くの前駆体から形成する。解糖系のフルクトース-1,6-ビスリン酸上のケトラーゼの反応によって形成することができ、この化合物はペントースリン酸経路中でチアミンピロリン酸によって輸送される。
グリコールアルデヒドは多くの植物に見られるが、天の川でも地球から2万6000光年離れたところに確認されている。上述のように厳密には糖類には分類されないが、惑星間でのグリコールアルデヒドの発見は“宇宙空間で見られる糖類”として多くの出版物で報告されている。さらに、2012年にはIRAS 16293-2422という原始星において、惑星ができつつあると考えられている原始星では初めてグリコールアルデヒドが発見された。これに伴い、惑星が誕生しようとしているときには、惑星自体の生成に先立って、より複雑な構造の有機化合物が生じる可能性が示された
。